# 與那霸勢頭豐見親
與那霸勢頭豐見親（生卒年不詳）是14世紀末期至15世紀初期宮古島平良一帶的一位豪族。童名真佐久。後人追諡名乘惠源。與那霸勢頭豐見親是宮古島豪族白川氏的祖先，琉球國時代為外島士族。
根據《宮古島記事仕次》記載，真佐久的伯父是佐多大人。佐多大人曾率三千人攻打宮古島的另一大豪族目黑盛豐見親，在根間、外間一帶被其擊敗，逃到下地島的與那霸而死去。由於佐多大人無子，其部眾便由侄兒真佐久統率，是為與那霸勢頭豐見親。
與那霸勢頭豐見親聽說遠方的海島上有一個強大的國家，便希望得到大國的支持。於是他來到白川濱築壇禱告，豎立竹竿，在竹竿頂上繫上五色絲線，希望神能夠告知大國的位置。此時絲線被風吹向東北，與那霸勢頭豐見親便前往廣瀨嶽虔誠許願，坐船向東北駛去，最終於1388年到達了位於沖繩本島的中山王國。他在泊村停留了三年，學會了琉球國官話；隨後前去浦添城，朝見中山王察度。他看見了中山王國的強大，決定以後年年向中山朝貢，以獲取耕種用的農具。此後，與那霸勢頭豐見親的勢力逐漸強大。而同與那霸勢頭豐見親結盟的八重山酋長得知此事後，也向中山王國朝貢。
根據現代學者的考證，「與那霸」是海洋的意思，「勢頭」則是船頭、船長的意思，因此與那霸勢頭豐見親很可能是一位控制著海上霸權的首領。
與那霸勢頭豐見親被宮古島人視為神祇，供奉於宮古神社。